# Cerapteryx conspecta
Cerapteryx conspecta là một loài bướm đêm trong họ Noctuidae.